# SV Delbrückschächte Hindenburg
SV Delbrückschächte Hindenburg was een Duitse voetbalclub uit Hindenburg, dat tegenwoordig de Poolse stad Zabrze is.

## Geschiedenis
In 1900 werd in Makoschau begonnen met de bouw van twee mijnschachten. De nieuwe groeve werd Delbrückschächte genoemd en werd vernoemd naar de Pruisische handelsminister Klemens Delbrück. Al voor de Eerste Wereldoorlog was 90% van de inwoners van Makoschau werkzaam in de mijnbouw. Bij het referendum in Opper-Silezië in 1921 koos de bevolking van Makoschau voor een aanhechting bij Polen, echter bleef de mijngroeve wel bij Duitsland.
In 1922 werd de voetbalclub SV Delbrückschächte opgericht dat zich bij de Zuidoost-Duitse voetbalbond aansloot. In 1927 werd de club kampioen van de Gau Gleiwitz in de tweede klasse. In de eindronde kon de club de titel afdwingen. De club moest nu wel nog tegen de laatste uit de eerste klasse spelen om te promoveren. De club versloeg SV 1919 Ostrog met 1-4 en speelde thuis gelijk waardoor ze promoveerden. Na een voorlaatste en een laatste plaats eindigde de club in 1930 op een vijfde plaats. Een jaar later volgde echter een degradatie. Het volgdende seizoen speelde de club de finale om de titel in B-Klasse, maar verloor die van SV Ostrog. In 1933 speelden ze opnieuw de finale, maar verloren nu van SV Preußen 06 Ratibor.
Na dit seizoen werd de competitie grondig geherstructureerd. De NSDAP kwam aan de macht en de Zuidoost-Duitse voetbalbond en alle competities verdwenen. De Gauliga Schlesien kwam als vervanger. Als vicekampioen in de tweede klasse plaatste de club zich voor de Bezirksliga Oberschlesien, die nu de nieuwe tweede klasse werd. Na een tiende plaats in het eerste seizoen werd de club vierde in 1935. Na dit seizoen trok de club zich terug uit de competitie. Het is niet bekend of de club de volgende jaren nog in de lagere reeksen actief was.
Na het einde van de oorlog werd Hindenburg een Poolse stad, alle Duitse inwoners werden verjaagd en de voetbalclub werd opgeheven, voor zover ze nog bestond.